# عنبرنهنگیان
عنبرنهنگیان بالاخانواده‌ای از آب‌بازسانان دندان‌دار است که شامل سه گونه نهنگ می‌شود: نهنگ عنبر در سرده «عنبری‌ها»، نهنگ عنبر ریزقد و نهنگ عنبر کوتوله در سرده «کوچک‌عنبری‌ها».

## توصیف ظاهری
نهنگ عنبر بزرگ‌ترین آب‌بازسان دندان‌دار است و طول نرهای آن میان ۱۵ تا ۱۸ متر و وزنشان میان ۴۵ تا ۷۰ تن است. دو گونه عضو کوچک‌عنبری‌ها جثه‌هایی به مراتب کوچک‌تر دارند؛ با طولی میان ۲٫۵ تا ۳٫۵ متر و وزنی کمتر از ۵۰۰ کیلوگرم.
نهنگ‌های عنبر باله‌هایی شبیه به پارو دارند. فک پایینی آن‌ها به نسبت فک بالایی همواره باریک و کوچک است. سوراخ تنفسی این جانوران در سوی چپ سر قرار دارد. همه آن‌ها دارای تعداد زیادی دندان‌های همانند هم و هم‌اندازه اند. در بعضی موارد دندانی در فک بالایی دیده نمی‌شود و این برای همه نهنگ‌های عنبر صدق می‌کند.
چشمان نهنگان عنبر توانایی گردیدن در کاسه چشم را ندارند و آن‌ها تنها می‌توانند به جلو نگاه کنند. از این رو پژواک‌یابی برای آن‌ها مهم‌تر از دیگر حس‌ها به جایابی و یافتن غذا توسطشان کمک می‌کند.
ویژگی دیگر این جانوران داشتن بخشی عنبرساز در پیشانیشان است. عنبر ماده‌ای سفیدرنگ، چرب، و نیمه مایع در سر این نهنگان است که به آن‌ها در حفظ تعادل و شنا در اعماق آب کمک می‌رساند. نهنگان عنبر با فروبردن آب سرد از بینی خود به درون باعث سخت‌شدن عنبر (اسپرماستی) و در نتیجه پایین رفتن در عمق می‌شوند. با پمپ کردن خون‌گرم به سوی این عضو، عنبر حالت رقیق پیدا می‌کند و نهنگان را به سطح آب می‌رساند.
همه گونه‌های عنبرنهنگیان برای به دست آوردن غذا به ژرفاهای بسیار زیاد می‌روند، با این حال گمان بر این می‌رود که نهنگ عنبر به دلیل جثه بزرگترش تا اعماق بیشتری پایین رود. آن‌ها از ماهی، ماهی مرکب، و حتی کوسه‌ها تغذیه می‌کنند.